# Óscar Josué Reyes
Oscar Josué Reyes Cárdenas es un político colombiano miembro del Partido Conservador. Fue elegido por elección popular para integrar el Senado y la Cámara de Representantes de Colombia. En 2012 fue condenado a prisión por la Corte Suprema de Colombia por promover la organización de grupos terroristas paramilitares.

## Carrera profesional
Reyes Cárdenas fue Jefe de Carreteras en Santander en 1984, posteriormente en 1988 fue diputado a la asamblea de Santander.

## Congresista de Colombia
En las elecciones legislativas de Colombia de 2006, Reyes Cárdenas fue elegido senador de la república de Colombia con un total de 55.556 votos.

### Iniciativas
El legado legislativo de Oscar Josué Reyes Cárdenas se identificó por su participación en las siguientes iniciativas desde el congreso:

- Modificar los artículos 328 y 356 de la Constitución Política otorgándole al municipio de Barrancabermeja (Santander) el carácter de Distrito Petroquímico y Portuario (Archivado).[5]
- Reglamentar el desarrollo de la vivienda de interés social urbana (Archivado).[6]
- Crear el Sistema Nacional de Información sobre demanda de empleo y el Boletín de demanda laboral insatisfecha (Retirado).[7]
- Reforma de los incisos 2, 3 y 4 del artículo 67 de la Constitución Política de Colombia, para garantizar una mayor cobertura y calidad de la educación en el país (Aprobado).[8]
- Formalizar el sector del espectáculo público en las artes escénicas (Aprobado).[9]
- Instauración de la circunscripción territorial, otorgando cuando mínimo una curul a cada uno de los departamentos y al Distrito Capital (Archivado).[10]

## Carrera política
Su trayectoria política se ha identificado por:

### Partidos políticos
A lo largo de su carrera ha representado los siguientes partidos:
| Partido político               | Fecha Inicio       | Fecha Fin           |
| Partido Conservador            | 1 de julio de 2008 |                     |
| Partido Convergencia Ciudadana | 1 de enero de 2006 | 26 de enero de 2010 |